# Neuville-Sous-Montreuil Indian Cemetery
Neuville-Sous-Montreuil Indian Cemetery is een begraafplaats gelegen in de Franse plaats Neuville-sous-Montreuil (Pas-de-Calais). De militaire graven worden onderhouden door de Commonwealth War Graves Commission.
De begraafplaats telt 25 geïdentificeerde Gemenebest graven uit de Eerste Wereldoorlog.